# Atletica leggera ai X Giochi panafricani - Salto in alto maschile
Il concorso del salto in alto maschile ai X Giochi panafricani si è svolto il 15 settembre 2011 all'Estádio Nacional do Zimpeto di Maputo.

## Podio
| Oro     | Ali Mohd Younes Idriss Sudan |
| Argento | Kabelo Kgosiemang Botswana   |
| Bronzo  | William Woodcock Seychelles  |

## Programma
| Data              | Ora | Evento |
| ----------------- | --- | ------ |
| 15 settembre 2011 |     | Finale |

## Risultati

### Finale
| Class   | Atleta                 | Nazione      | 1.90 | 1.95 | 2.00 | 2.05 | 2.10 | 2.15 | 2.20 | 2.25 | 2.28 | Risultati | Note |
| ------- | ---------------------- | ------------ | ---- | ---- | ---- | ---- | ---- | ---- | ---- | ---- | ---- | --------- | ---- |
| Oro     | Ali Mohd Younes Idriss | Sudan        | –    | –    | –    | o    | o    | xo   | xxo  | xo   | xxx  | 2.25      |      |
| Argento | Kabelo Kgosiemang      | Botswana     | –    | –    | –    | o    | o    | xo   | o    | xxx  |      | 2.20      |      |
| Bronzo  | William Woodcock       | Seychelles   | –    | –    | o    | o    | xxo  | o    | xxx  |      |      | 2.15      |      |
| 4       | Fernand Djoumessi      | Camerun      | –    | –    | o    | o    | o    | xxo  | xxx  |      |      | 2.15      |      |
| 5       | Raoul Matongo          | Camerun      | –    | –    | o    | xo   | ?    | xxx  |      |      |      | 2.10      |      |
| 6       | Masanga Mekombo        | RD del Congo | o    | o    | o    | xo   | xxx  |      |      |      |      | 2.05      |      |
| 7       | Jah Bennett            | Liberia      | –    | –    | xo   | xxo  | xxx  |      |      |      |      | 2.05      |      |
| 8       | Gobe Takobona          | Botswana     | o    | o    | o    | xxx  |      |      |      |      |      | 2.00      |      |
| 9       | Bayo Adio              | Nigeria      | o    | –    | xo   | xxx  |      |      |      |      |      | 2.00      |      |
| 9       | Ulika Costa            | Angola       | –    | –    | xo   | xxx  |      |      |      |      |      | 2.00      |      |
| 11      | Chambals Chambals      | Mozambico    | xo   | xo   | xxo  | xxx  |      |      |      |      |      | 2.00      |      |
| 12      | Romain Akpo            | Benin        | xo   | xxx  |      |      |      |      |      |      |      | 1.90      |      |